# Cemitério de Hietaniemi
Vista do cemitério
O Cemitério de Hietaniemi (em finlandês:  Hietaniemen hautausmaa) é um cemitério nas zonas de Lapinlahti e Etu-Töölö em Helsínquia, capital da Finlândia. 
O cemitério tem uma vasta secção militar dedicada aos soldados da capital que caíram nas guerras contra a União Soviética e a Alemanha Nazi: a Guerra de Inverno (1939-1940), a Guerra de Continuação (1941-1944) e a Guerra da Lapónia (1944-1945). No centro da parte militar estão os túmulos do soldado desconhecido e do marechal Mannerheim. Outras partes do cemitério incluem a da Guarda Finlandesa, a Colina do Artista e o arvoredo dos estadistas.
Hietaniemi significa "língua de areia" e é um promontório situado no centro de Helsínquia.

## Pessoas notáveis seputadas em Hietaniemi
- Carl Ludvig Engel (3 de julho de 1778, Charlottenburg - 4 de maio de 1840, Helsínquia)
- Georg de agosto Wallin (24 de outubro de 1811, Sund - 23 de outubro de 1852)
- Zachris Topelius (14 de janeiro de 1818, Kuddnäs - de março 12 de 1898, Sipoo)
- Fredrik Pacius (19 de março de 1809, Hamburg - 8 de janeiro de 1901, Helsínquia)
- Lorenz Leonard Lindelöf (13 de novembro de 1827, Karvia - 3 de março de 1908, Helsínquia)
- Paavo Cajander (24 de dezembro de 1846, Hämeenlinna - 14 de junho de 1913, Helsínquia)
- Janis Rozentāls (18 de março de 1866, Saldus parish – 26 de dezembro de 1916, Helsínquia)
- Verna Erikson (1893 - 1918)
- Toivo Kuula (7 de julho de 1883 - 18 de maio de 1918)
- Oskar Merikanto (5 de agosto de 1868, Helsínquia - 17 de fevereiro de 1924)
- Usko Nyström (8 de setembro de 1861, Virrat - 6 de janeiro de 1925, Kotka)
- I. K. Inha (12 de novembro de 1865, Virrat – 3 de abril de 1930, Helsínquia)
- Artur Sirk (25 de setembro de 1900, Pruuna - 2 de agosto de 1937, Echternach)
- Lauri Kristian Relander ( de maio 31 de 1883, Kurkijoki - 9 de fevereiro de 1942, Helsínquia)
- Leevi Madetoja (17 de fevereiro 1887, Oulu – 6 de outubro de 1947, Helsínquia)
- Eemil Halonen (21 de maio de 1875, Lapinlahti - 5 de novembro de 1950, Helsínquia)
- Carl Gustaf Emil Mannerheim (4 de junho de 1867, Askainen - 27 de janeiro de 1951, Lausanne)
- Kaarlo Juho Ståhlberg (28 de janeiro de 1865, Suomussalmi - 22 de setembro de 1952, Helsínquia)
- Risto Ryti (3 de fevereiro de 1889, Huittinen - 25 de outubro de 1956, Helsínquia)
- Juho Kusti Paasikivi (27 de novembro de 1870, Koski Hl - 14 de dezembro de 1956, Helsínquia)
- Viktor Jansson (1886, Helsínquia - 1958, Helsínquia)
- Aarre Merikanto (29 de junho de 1893, Helsínquia - 28 de setembro de 1958, Helsínquia)
- Michael Schilkin (1 de maio de 1900, Trubino - 3 de maio de 1962)
- Anna Vyrubova (16 de julho de 1884, Oraniembaum - 20 de julho de 1964, Helsínquia)
- Kalervo Kallio (28 de março de 1909, Nivala - 2 de novembro de 1969, Helsínquia)
- Aladár Paasonen (11 de dezembro de 1898, Budapeste - 6 de julho de 1974, Flourtown)
- Alvar Aalto (3 de fevereiro de 1898, Kuortane - 11 de maio de 1976, Helsínquia)
- Erik von Frenckell (18 de novembro de 1887, Helsínquia - 13 de setembro de 1977, Espoo)
- Karl Lennart Oesch (8 de agosto de 1892, Pyhäjärvi - 28 de março  de 1978, Helsínquia)
- Mika Waltari (19 de setembro de 1908, Helsínquia - 26 de agosto de 1979, Helsínquia)
- Urho Kekkonen (3 de setembro de 1900, Lepikko - 31 de agosto de 1986, Helsínquia)
- Henry Theel (14 de novembro de 1917, Helsínquia - 19 de dezembro de 1989)
- Gustaf Magnusson (8 de dezembro de 1902, Ylitornio - 27 de dezembro de 1993, Helsínquia)
- Elissa Aalto (22 de novembro de 1922, Kemi - 12 de abril de 1994, Helsínquia)
- Petri Walli (25 de fevereiro de 1969, Finland – 28 de junho de 1995, Helsínquia)
- Heimo Haitto (22 de maio de 1925, Ruokolahti - 9 de junho de 1999, Marbella)
- Adolf Ehrnrooth (9 de fevereiro de 1905, Helsínquia - 26 de fevereiro de 2004, Turku)
- Erik Bergman (24 de novembro de 1911, Nykarleby - 24 de abril de 2006, Helsínquia)
- Timo Sarpaneva (31 de outubro de 1926, Helsínquia - 6 de outubro 6 de 2006, Helsínquia)
- Tony Halme (6 de janeiro de 1963, Helsínquia - 8 de janeiro de 2010, Helsínquia)
- Ukri Merikanto (30 de março de 1950 - 25 de julho de 2010)
- Anita Välkki (25 de outubro de 1926, Sääksmäki - 27 de abril de 2011, Helsínquia)
- Paavo Berglund (14 de abril de 1929, Helsínquia - 25 de janeiro de 2012, Helsínquia)